# Костас Антоніу
Костас Антоніу (грец. Κώστας Αντωνίου, нар. 19 квітня 1961, Афіни) — грецький футболіст, що грав на позиції півзахисника, зокрема за «Панатінаїкос» та національну збірну Греції. По завершенні ігрової кар'єри — спортивний функціонер.
Чотириразовий чемпіон Греції. Семиразовий володар Кубка Греції. Триразовий володар Суперкубка Греції. 

## Клубна кар'єра
У дорослому футболі дебютував 1977 року виступами за команду «Панатінаїкос», в якій провів чотири сезони, взявши участь у 39 матчах чемпіонату. 
Протягом 1981—1983 років захищав кольори клубу «Аполлон Смірніс», після чого повернувся до «Панатінаїкоса», де нарешті став гравцем основного складу і за який відіграв 11 сезонів. За цей час чотири рази виборював титул чемпіона Греції. Завершив професійну кар'єру футболіста виступами за «Панатінаїкос» у 1994 році.

## Виступи за збірну
1984 року дебютував в офіційних матчах у складі національної збірної Греції.
Загалом протягом кар'єри у національній команді, яка тривала 11 років, провів у її формі 35 матчів, забивши 2 голи.

## Адміністративна робота
У травні 2008 року повернувся до «Панатінаїкоса», прийнявши пропозицію обійняти посаду директора з футболу у клубній структурі. Залишив посаду після зміни вищого керівництва клубу влітку 2010 року.

## Титули і досягнення
- Чемпіон Греції (4):

«Панатінаїкос»: 1983-1984, 1985-1986, 1989-1990, 1990-1991
- Володар Кубка Греції (7):

«Панатінаїкос»: 1983-1984, 1985-1986, 1987-1988, 1988-1989, 1990-1991, 1992-1993, 1993-1994
- Володар Суперкубка Греції (3):

«Панатінаїкос»: 1988, 1993, 1994